# Shellback
Shellback, pseudonimo di Karl Johan Schuster (Karlshamn, 1º febbraio 1985), è un produttore discografico e musicista svedese.

## Carriera
Collabora spesso in coppia con Max Martin e nel corso della sua carriera ha lavorato in diversi ruoli, oltre che come produttore anche come autore o coautore, per artisti come Pink, Taylor Swift, Adam Lambert, Britney Spears, Usher, Avril Lavigne, Maroon 5, Christina Aguilera, Sean Paul, Backstreet Boys, Allison Iraheta, Leona Lewis, Carrie Underwood, Kesha, Robyn, Miranda Cosgrove, Carolina Liar, Cher Lloyd, Cassadee Pope, Lily Allen, Icona Pop, Tove Lo e Carly Rae Jepsen.
Ha lavorato come cantante nel gruppo metal Blinded Colony, con cui ha realizzato l'album Bedtime Prayers (2006).

## Produzioni
| Anno | Artista            | Album                                      | Canzone                                        | Co-scritto con |
| ---- | ------------------ | ------------------------------------------ | ---------------------------------------------- | --- |
| 2008 | Britney Spears     | Circus                                     | "If U Seek Amy"                                | Max Martin, Savan Kotecha, Alexander Kronlund                                                                                   |
| 2008 | Lesley Roy         | Unbeautiful                                | "I'm Gone I'm Going"                           | Lesley Roy, Max Martin, Alexander Kronlund                                                                                      |
| 2008 | Pink               | Funhouse                                   | "So What"                                      | Max Martin, Alecia Moore |
| 2008 | Pink               | Funhouse                                   | "It's All Your Fault"                          | Max Martin, Alecia Moore |
| 2008 | Pink               | Funhouse                                   | "Boring"                                       | Max Martin, Alecia Moore |
| 2009 | Living Things      | Habeas Corpus                              | "Oxygen"                                       | Max Martin, Cory Becker, Josh Rothman, Jason Rothman, Yves Rothman                                                              |
| 2009 | Britney Spears     | The Singles Collection                     | "3"                                            | Max Martin, Tiffany Amber |
| 2009 | Backstreet Boys    | This Is Us                                 | "Bigger"                                       | Max Martin, Tiffany Amber |
| 2009 | Leona Lewis        | Echo                                       | "Outta My Head"                                | Savan Kotecha, Max Martin |
| 2009 | Leona Lewis        | Echo                                       | "Naked"                                        | Savan Kotecha, Leona Lewis, Kristian Lundin                                                                                     |
| 2009 | Carrie Underwood   | Play On                                    | "Quitter"                                      | Max Martin, Savan Kotecha |
| 2009 | Allison Iraheta    | Just Like You                              | "Friday I'll Be Over U"                        | Max Martin, Tiffany Amber, Savan Kotecha                                                                                        |
| 2009 | Allison Iraheta    | Just Like You                              | "Just Like You"                                | Max Martin, Savan Kotecha |
| 2009 | Adam Lambert       | For Your Entertainment                     | "Whataya Want from Me"                         | Alecia Moore, Max Martin |
| 2009 | Adam Lambert       | For Your Entertainment                     | "If I Had You"                                 | Max Martin, Savan Kotecha |
| 2010 | Kesha              | Animal                                     | "Kiss n Tell"                                  | Kesha Sebert, Lukasz Gottwald, Max Martin                                                                                       |
| 2010 | Kesha              | Animal                                     | "Hungover"                                     | Kesha Sebert, Lukasz Gottwald, Max Martin                                                                                       |
| 2010 | Kesha              | Animal                                     | "Party at a Rich Dude's House"                 | Kesha Sebert, Benjamin Levin |
| 2010 | Kesha              | Animal                                     | "D.I.N.O.S.A.U.R."                             | Kesha Sebert, Max Martin |
| 2010 | Usher              | Versus                                     | "DJ Got Us Fallin' in Love"                    | Max Martin, Savan Kotecha, Armando Christian Pérez                                                                              |
| 2010 | Pink               | Greatest Hits... So Far!!!                 | "Raise Your Glass"                             | Alecia Moore, Max Martin |
| 2010 | Pink               | Greatest Hits... So Far!!!                 | "Fuckin' Perfect"                              | Alecia Moore, Max Martin |
| 2010 | Robyn              | Body Talk                                  | "Time Machine"                                 | Robin Carlsson, Max Martin, Sophia Somajo                                                                                       |
| 2011 | Miranda Cosgrove   | High Maintenance                           | "Dancing Crazy"                                | Max Martin, Avril Lavigne |
| 2011 | Those Dancing Days | Daydreams & Nightmares                     | "Can't Find Entrance"                          | Max Martin, Cecilia Efraimsson, Marianne Evrell, Linnea Jonsson, Rebecka Rolfart, Lisa Wirstrom                                 |
| 2011 | Glee Cast          | Glee: The Music, Volume 5                  | "Loser like Me"                                | Adam Anders, Peer Åström, Savan Kotecha, Max Martin                                                                             |
| 2011 | Glee Cast          | Glee: The Music, Volume 6                  | "Light Up the World"                           | Adam Anders, Peer Åström, Max Martin, Savan Kotecha                                                                             |
| 2011 | BC Jean            | TBD                                        | "I'll Survive You"                             | Max Martin, Savan Kotecha |
| 2011 | BC Jean            | TBD                                        | "Hate Me"                                      | Max Martin, Britney Jean Carlson                                                                                                |
| 2011 | Avril Lavigne      | Goodbye Lullaby                            | "What the Hell"                                | Max Martin, Avril Lavigne |
| 2011 | Avril Lavigne      | Goodbye Lullaby                            | "Wish You Were Here"                           | Max Martin, Avril Lavigne |
| 2011 | Avril Lavigne      | Goodbye Lullaby                            | "Smile"                                        | Max Martin, Avril Lavigne |
| 2011 | Avril Lavigne      | Goodbye Lullaby                            | "I Love You"                                   | Max Martin, Avril Lavigne |
| 2011 | Britney Spears     | Femme Fatale                               | "I Wanna Go"                                   | Max Martin, Savan Kotecha |
| 2011 | Britney Spears     | Femme Fatale                               | "Criminal"                                     | Max Martin, Tiffany Amber |
| 2011 | Britney Spears     | Femme Fatale                               | "Up n' Down"                                   | Max Martin, Savan Kotecha |
| 2011 | Victorious Cast    | Victorious                                 | "Beggin' on Your Knees"                        | Savan Kotecha |
| 2011 | Maroon 5           | Hands All Over                             | "Moves like Jagger"                            | Adam Levine, Benjamin Levin, Ammar Malik                                                                                        |
| 2011 | Carolina Liar      | Wild Blessed Freedom                       | "No More Secrets"                              | Chad Wolf |
| 2011 | Carolina Liar      | Wild Blessed Freedom                       | "Me and You"                                   | Chad Wolf |
| 2011 | Carolina Liar      | Wild Blessed Freedom                       | "Beautiful People"                             | Chad Wolf, Alexander Kronlund, Tom Hamilton                                                                                     |
| 2011 | Carolina Liar      | Wild Blessed Freedom                       | "King of Broken Hearts"                        | Chad Wolf, Tobias Karlsson |
| 2011 | Carolina Liar      | Wild Blessed Freedom                       | "Salvation"                                    | Chad Wolf |
| 2011 | Carolina Liar      | Wild Blessed Freedom                       | "All That Comes Out of My Mouth"               | Chad Wolf, Rickard Göransson, Tobias Karlsson, Savan Kotecha                                                                    |
| 2011 | Cher Lloyd         | Sticks + Stones                            | "Want U Back"                                  | Savan Kotecha |
| 2011 | Cher Lloyd         | Sticks + Stones                            | "With Ur Love"                                 | Max Martin, Savan Kotecha, Mike Posner                                                                                          |
| 2011 | Cher Lloyd         | Sticks + Stones                            | "Beautiful People"                             | Chad Wolfinbarger, Alexander Kronlund, Tom Hamilton                                                                             |
| 2011 | Sean Paul          | Tomahawk Technique                         | "She Doesn't Mind"                             | Sean Henriques, Benjamin Levin                                                                                                  |
| 2012 | Maroon 5           | Overexposed                                | "Payphone"                                     | Adam Levine, Benjamin Levin, Ammar Malik, Dan Omelio, Cameron Thomaz                                                            |
| 2012 | Maroon 5           | Overexposed                                | "One More Night"                               | Adam Levine, Max Martin, Savan Kotecha                                                                                          |
| 2012 | Maroon 5           | Overexposed                                | "Doin' Dirt"                                   | Adam Levine |
| 2012 | Usher              | Looking 4 Myself                           | "Scream"                                       | Max Martin, Savan Kotecha, Usher Raymond IV                                                                                     |
| 2012 | Pink               | The Truth About Love                       | "Slut Like You"                                | Alecia Moore, Max Martin |
| 2012 | Taylor Swift       | Red                                        | "We Are Never Ever Getting Back Together"      | Taylor Swift, Max Martin |
| 2012 | Taylor Swift       | Red                                        | "I Knew You Were Trouble"                      | Taylor Swift, Max Martin |
| 2012 | Taylor Swift       | Red                                        | "22"                                           | Taylor Swift, Max Martin |
| 2012 | Christina Aguilera | Lotus                                      | "Your Body"                                    | Tiffany Amber, Savan Kotecha, Max Martin                                                                                        |
| 2012 | Christina Aguilera | Lotus                                      | "Let There Be Love"                            | Max Martin, Savan Kotecha, Bonnie McKee, Oliver Goldstein, Oscar Holter, Jakke Erixson                                          |
| 2012 | One Direction      | Take Me Home                               | "Kiss You"                                     | Rami Yacoub, Carl Falk, Savan Kotecha, Kristian Lundin, Albin Nedler, Kristoffer Fogelmark                                      |
| 2012 | One Direction      | Take Me Home                               | "Heart Attack"                                 | Rami Yacoub, Carl Falk, Savan Kotecha, Kristian Lundin                                                                          |
| 2012 | One Direction      | Take Me Home                               | "Nobody Compares"                              | Rami Yacoub, Carl Falk, Savan Kotecha                                                                                           |
| 2012 | Kesha              | Warrior                                    | "All That Matters (The Beautiful Life)"        | Kesha Sebert, Max Martin, Lukas Hilbert, Savan Kotecha, Alexander Kronlund                                                      |
| 2013 | Megan & Liz        | Look What You Started                      | "Release You"                                  | |
| 2013 | Cassadee Pope      | Frame by Frame                             | "Easier To Lie"                                | Max Martin, Savan Kotecha |
| 2013 | Icona Pop          | This Is... Icona Pop                       | "On a Roll"                                    | Peter Svensson, Kool Kojak |
| 2013 | Pitbull            | Meltdown                                   | "That High"                                    | Armando Christian Pérez, Mikkel S. Eriksen, Tor Hermansen, Benjamin Levin, Ester Dean                                           |
| 2014 | Lily Allen         | Sheezus                                    | "Air Balloon"                                  | Lily Allen |
| 2014 | Cher Lloyd         | Sorry I'm Late                             | "I Wish"                                       | Savan Kotecha, Ilya Salmanzadeh, Oscar Görres, T.I.                                                                             |
| 2014 | Cher Lloyd         | Sorry I'm Late                             | "Just Be Mine"                                 | Benjamin Levin, Mike Posner |
| 2014 | Cher Lloyd         | Sorry I'm Late                             | "Bind Your Love"                               | Ina Wroldsen, Rami Yacoub, Carl Falk                                                                                            |
| 2014 | Cher Lloyd         | Sorry I'm Late                             | "Dirty Love"                                   | Cher Lloyd, Max Martin, Savan Kotecha, Ludvig Söderberg, Jakob Jerlström                                                        |
| 2014 | Cher Lloyd         | Sorry I'm Late                             | "Killin' It"                                   | Cher Lloyd, Ludvig Söderberg, Jakob Jerlström, Tove Nilsson, Savan Kotecha                                                      |
| 2014 | Cher Lloyd         | Sorry I'm Late                             | "Alone with Me"                                | Oscar Holter, Savan Kotecha |
| 2014 | Ola Svensson       | Carelessly Yours                           | "I'm in Love"                                  | Ola Svensson, Alexander Kronlund, Johan Bobäck, Dimitri Stassos, Mikaela Stenström                                              |
| 2014 | Ola Svensson       | Carelessly Yours                           | "Tonight I'm Yours"                            | |
| 2014 | Ola Svensson       | Carelessly Yours                           | "Jackie Kennedy"                               | |
| 2014 | Ariana Grande      | My Everything                              | "Problem"                                      | Max Martin, Savan Kotecha, Ilya Salmanzadeh, Amethyst Kelly                                                                     |
| 2014 | Maroon 5           | V                                          | "Animals"                                      | Adam Levine, Benjamin Levin |
| 2014 | Maroon 5           | V                                          | "In Your Pocket"                               | Adam Levine, Tobias Jimson, Michel Flygare                                                                                      |
| 2014 | Maroon 5           | V                                          | "Feelings"                                     | Adam Levine, Oscar Görres |
| 2014 | Maroon 5           | V                                          | "Shoot Love"                                   | Adam Levine, Benjamin Levin, Ammar Malik, Paul Epworth                                                                          |
| 2014 | Taylor Swift       | 1989                                       | "Blank Space"                                  | Taylor Swift, Max Martin |
| 2014 | Taylor Swift       | 1989                                       | "Style"                                        | Taylor Swift, Max Martin, Ali Payami                                                                                            |
| 2014 | Taylor Swift       | 1989                                       | "All You Had to Do Was Stay"                   | Taylor Swift, Max Martin |
| 2014 | Taylor Swift       | 1989                                       | "Shake It Off"                                 | Taylor Swift, Max Martin |
| 2014 | Taylor Swift       | 1989                                       | "Bad Blood"                                    | Taylor Swift, Max Martin |
| 2014 | Taylor Swift       | 1989                                       | "Wildest Dreams"                               | Taylor Swift, Max Martin |
| 2014 | Taylor Swift       | 1989                                       | "How You Get the Girl"                         | Taylor Swift, Max Martin |
| 2014 | Taylor Swift       | 1989                                       | "Wonderland"                                   | Taylor Swift, Max Martin |
| 2014 | Taylor Swift       | 1989                                       | "New Romantics"                                | Taylor Swift, Max Martin |
| 2014 | Tove Lo            | Queen of the Clouds                        | "Talking Body"                                 | Tove Nillson, Jakob Jerlström, Ludvig Söderberg                                                                                 |
| 2015 | Taylor Swift       | 1989                                       | "Bad Blood"                                    | Taylor Swift, Max Martin, Kendrick Lamar                                                                                        |
| 2015 | Refused            | Freedom                                    | "Elektra"                                      | Refused |
| 2015 | Refused            | Freedom                                    | "366"                                          | Refused |
| 2015 | Maroon 5           | V                                          | "This Summer's Gonna Hurt like a Motherfucker" | Adam Levine |
| 2015 | Adam Lambert       | The Original High                          | "The Original High"                            | Adam Lambert, Andreas Schuller, John West, Savan Kotecha, Mattias Larsson, Robin Fredriksson, Joe Janiak                        |
| 2015 | Adam Lambert       | The Original High                          | "Rumors"                                       | Adam Lambert, Oscar Görres, Tove Nillson                                                                                        |
| 2015 | Adam Lambert       | The Original High                          | "Evil in the Night"                            | Sterling Fox, Savan Kotecha, Ali Payami, Oscar Holter                                                                           |
| 2015 | Carly Rae Jepsen   | Emotion                                    | "Run Away with Me"                             | Carly Rae Jepsen, Robin Fredriksson, Mattias Larsson, Oscar Holter, Jonnali Parmenius                                           |
| 2015 | Adele              | 25                                         | "Send My Love (to Your New Lover)"             | Adele Adkins, Max Martin |
| 2015 | The Vamps          | Wake Up                                    | "Rest Your Love"                               | Rami Yacoub, Carl Falk, Savan Kotecha                                                                                           |
| 2016 | Pink               | Alice Through the Looking Glass            | "Just like Fire"                               | Alecia Moore, Max Martin, Oscar Holter                                                                                          |
| 2016 | Justin Timberlake  | Trolls: Original Motion Picture Soundtrack | "Can't Stop the Feeling!"                      | Justin Timberlake, Max Martin                                                                                                   |
| 2016 | Justin Timberlake  | Trolls: Original Motion Picture Soundtrack | "Hair Up"                                      | Justin Timberlake, Max Martin, Savan Kotecha, Oscar Holter                                                                      |
| 2016 | Ellie Goulding     | Bridget Jones's Baby                       | "Still Falling for You"                        | Tove Nillson, Rickard Göransson, Ellie Goulding, Ilya Salmanzadeh                                                               |
| 2017 | Katy Perry         | Witness                                    | "Bon Appétit"                                  | Katheryn Hudson, Quavious Keyate Marshall, Kirshnik Khari Ball, Kiari Kendrell Cephus, Max Martin, Oscar Holter, Ferras Alqaisi |
| 2017 | Katy Perry         | Witness                                    | "Roulette"                                     | Katheryn Hudson, Max Martin, Ali Payami, Ferras Alqaisi                                                                         |
| 2017 | Pink               | Beautiful Trauma                           | "Revenge"                                      | Alecia Moore, Marshall Mathers, Max Martin                                                                                      |
| 2017 | Pink               | Beautiful Trauma                           | "Whatever You Want"                            | Alecia Moore, Max Martin |
| 2017 | Pink               | Beautiful Trauma                           | "Secrets"                                      | Alecia Moore, Max Martin, Oscar Holter                                                                                          |
| 2017 | Taylor Swift       | Reputation                                 | "...Ready for It?"                             | Taylor Swift, Max Martin, Ali Payami                                                                                            |
| 2017 | Taylor Swift       | Reputation                                 | "End Game"                                     | Taylor Swift, Max Martin, Ed Sheeran, Nayvadius Wilburn                                                                         |
| 2017 | Taylor Swift       | Reputation                                 | "I Did Something Bad"                          | Taylor Swift, Max Martin |
| 2017 | Taylor Swift       | Reputation                                 | "Don't Blame Me"                               | Taylor Swift, Max Martin |
| 2017 | Taylor Swift       | Reputation                                 | "Delicate"                                     | Taylor Swift, Max Martin |
| 2017 | Taylor Swift       | Reputation                                 | "So It Goes..."                                | Taylor Swift, Max Martin, Oscar Görres                                                                                          |
| 2017 | Taylor Swift       | Reputation                                 | "Gorgeous"                                     | Taylor Swift, Max Martin |
| 2017 | Taylor Swift       | Reputation                                 | "King of My Heart"                             | Taylor Swift, Max Martin |
| 2017 | Taylor Swift       | Reputation                                 | "Dancing With Our Hands Tied"                  | Taylor Swift, Max Martin, Oscar Holter                                                                                          |
| 2018 | Muse               | Simulation Theory                          | "Get Up and Fight"                             | Matt Bellamy |